# Biserica din Druța
Biserica din Druța este o biserică amplasată în Druța, raionul Rîșcani, Republica Moldova. Este un monument arhitectural de importanță națională inclus în Registrul monumentelor Republicii Moldova ocrotite de stat cu nr. 2107 (raionul Rîșcani). Datează din sec. XIX.